# 南沙街道
南沙街道是中国广东省广州市南沙区下辖的一个街道，位于南沙区东南部。

## 历史
南沙街道于2006年3月24日设立。2023年12月28日，以南沙街道原有的南沙社区、红岭社区、海湾社区、蒲州社区、南北台社区、鹿颈村、南横村、芦湾村、深湾村、塘坑村、大岭界村、九王庙村、东井村以及黄山鲁林场、南沙示范场设立港湾街道；黄阁镇原有的梅山社区、凤凰社区、亭角村、东湾村、坦尾村、蕉门村划入南沙街道。

## 行政区划
南沙街道下辖以下地区：
逸涛社区、蕉门河社区、蝴蝶洲社区、海庭社区、金隆社区、金沙社区、上湾社区、梅山社区、凤凰社区、沙螺湾村、板头村、金洲村、坦头村、广隆村、大涌村、东瓜宇村、亭角村、东湾村、坦尾村和蕉门村。

## 交通

### 地铁
█4号线：蕉门站、金洲站、飞沙角站、广隆站